# 자흐라 네마티
자흐라 네마티(1985년 4월 30일 ~ , 페르시아어: زهرا نعمتی)는 이란의 장애인 양궁 선수이다. 원래는 태권도 선수였으나 자동차 사고로 입은 장애로 인해 양궁으로 전향했다. 영국 런던에서 개최된 2012년 하계 패럴림픽에서 메달 2개를 획득했다. 브라질 리우데자네이루에서 열린 2016년 하계 올림픽과 2016년 하계 패럴림픽에 모두 참가했으며 특히 2016년 하계 올림픽에서는 이란 선수단의 개막식 기수로 등장했다. 또한 2021년에 일본 도쿄에서 열린 2020년 하계 패럴림픽에도 참가했다.

## 경력

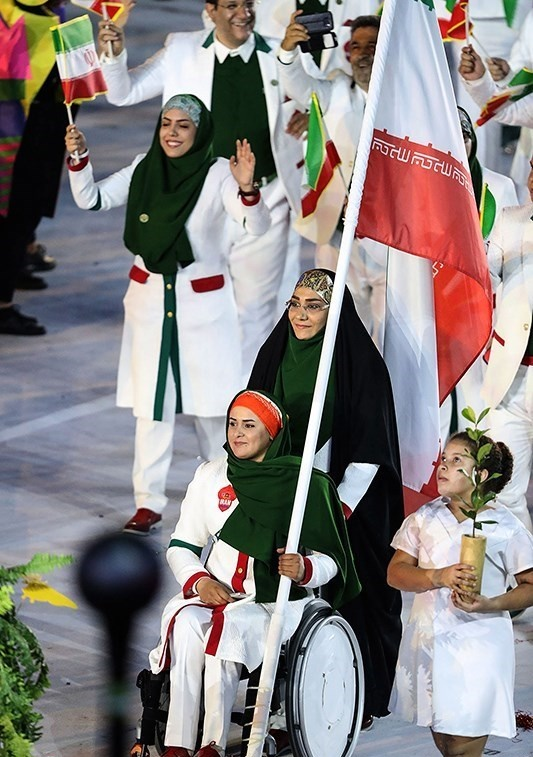
2016년 리우데자네이루 하계 올림픽 개막식에서 이란 선수단의 기수를 맡은 자흐라 네마티

자흐라 네마티는 케르만주 케르만 출신이며 원래는 검은 띠를 받은 태권도 선수였다. 하지만 2003년에 일어난 자동차 사고로 인하여 척추 부상을 당했고 두 다리에 장애가 생기면서 태권도를 그만두게 된다.
2006년에 양궁을 시작한 네마티는 불과 6개월 만에 이란에서 열린 전국 양궁 선수권 대회에서 체격이 좋은 양궁 선수들과 겨루면서 3위를 차지했다. 네마티는 여자 장애인 양궁 종목에서 W2 등급에 출전했다.
네마티는 영국 런던에서 열린 2012년 하계 패럴림픽에 출전하여 2개의 메달을 획득하여 이란의 여자 선수로는 처음으로 패럴림픽에서 금메달을 획득했다. 네마티는 여자 리커브 W1/W2 랭킹 라운드 경기에서 613점으로 1위를 차지했고 16강전에서 이탈리아의 마리안젤라 페르나를 세트 스코어 6-0으로 꺾었다. 8강전에서는 터키의 기젬 기리스멘을 다시 세트 스코어 6-0으로 꺾었고 준결승전에서는 이탈리아의 베로니카 플로레노를 세트 스코어 6-0으로 꺾었다. 네마티는 결승전에서 이탈리아의 엘리사베타 미노를 만나 세트 스코어 7-3으로 승리하면서 금메달을 획득하였다. 네마티는 자신의 금메달을 "내가 이 성공을 이루도록 기도해준 모든 사람들에게 바친다."고 전했다.
네마티는 2012년 하계 패럴림픽 여자 양궁 리커브 단체전에서 라지에흐 시르 모함마디, 자흐라 자반마르드와 함께 동메달을 획득했다. 이란 여자 양궁 대표팀은 랭킹 라운드에서 1,646점으로 2위를 차지했고 체코와의 8강전 경기에서 189-167 승리를 기록했다. 대한민국과의 준결승전 경기에서는 186-192로 패배했으나 이탈리아와의 3·4위전 경기에서 188-184 승리를 기록했다.
네마티는 태국 방콕에서 열린 2013년 세계 장애인 양궁 선수권 대회에서 여자 개인 리커브 W2 금메달과 여자 단체 리커브 동메달을 획득했다. 네마티는 2015년에 브라질 리우데자네이루에서 열린 2016년 하계 올림픽과 2016년 하계 패럴림픽 출전 자격을 모두 획득함으로써 역사를 새로 썼다. 특히 태국 방콕에서 열린 2015년 아시아 장애인 양궁 선수권 대회에서 여자 리커브 은메달을 획득하여 올림픽 출전 자격을 획득했다. 네마티는 미국 애틀랜타에서 열린 1996년 하계 올림픽과 1996년 하계 패럴림픽에 모두 출전한 이탈리아의 파올라 판타토 이후 처음으로 올림픽과 패럴림픽에 모두 출전한 최초의 양궁 선수가 되었다.
네마티는 2016년 1월에 2016년 리우데자네이루 하계 올림픽에 참가할 이란 선수단의 개막식 기수로 선정되었다. 네마티는 2016년 하계 올림픽 여자 양궁 개인전 랭킹 라운드에서 609점으로 49위를 차지했으며 32강전에서는 러시아의 인나 스테파노바에게 2-6 패배를 기록하면서 탈락했다. 2016년 하계 패럴림픽에서는 여자 양궁 리커브 오픈 단체전에서 은메달을 획득했다.
네마티는 2021년에 일본 도쿄에서 열린 2020년 하계 패럴림픽에서 남자 육상 원반던지기 선수인 누르모함마드 아레히와 함께 개막식 기수로 등장했다. 네마티는 여자 양궁 리커브 오픈 개인전에서 금메달을 획득했다.

## 같이 보기
- 패럴림픽과 올림픽에 모두 참가한 선수 목록

### 내용주
1. ↑  2020년 도쿄 하계 패럴림픽은 원래 2020년 8월 25일부터 9월 6일까지 개최될 예정이었으나 2020년에 일어난 코로나19 범유행의 여파로 인하여 2020년 도쿄 하계 올림픽과 마찬가지로 1년 정도 연기되었다.
2. ↑  W1/W2 등급은 척수 장애를 가진 선수가 휠체어에 탄 채로 출전하는 패럴림픽 양궁의 세부 종목이다.[9]

### 참고주
1. ↑  “Zahra Nemati - Archery | Paralympic Athlete Profile”. 《International Paralympic Committee》 (영어). 2021년 8월 24일에 원본 문서에서 보존된 문서. 2021년 8월 24일에 확인함.
2. ↑  “[리우스타-이란 양궁선수 자흐라 네마티] 휠체어 탄 불굴의 名弓…그녀의 도전은 이미 ‘엑스 10’”. 《국민일보》. 2016년 8월 11일. 2021년 12월 7일에 확인함.
3. 1 2 3  “Athlete Bio NEMATI Zahra”. 《International Paralympic Committee》. 2016년 3월 31일에 원본 문서에서 보존된 문서. 2016년 5월 2일에 확인함.
4. ↑  “Iran archer defies odds”. 《The Telegraph India》. 2009년 9월 17일. 2016년 6월 2일에 원본 문서에서 보존된 문서. 2016년 5월 2일에 확인함.
5. ↑  “Iran’s Zahra NEMATI wins individual SportAccord award”. 《World Archery Federation》. 2013년 5월 30일. 2016년 6월 2일에 원본 문서에서 보존된 문서. 2016년 5월 3일에 확인함.
6. ↑  Mckenzie, Sheena (2012년 9월 4일). “London 2012 Paralympics Blog”. 《CNN》. 2016년 6월 5일에 원본 문서에서 보존된 문서. 2016년 5월 3일에 확인함.
7. ↑  “Shaking off quake blues, this Iranian archer will shoot from her wheelchair”. 《The Indian Express》. 2014년 9월 17일. 2016년 5월 3일에 확인함.
8. ↑  “Iran's Zahra Nemati Individual Winner of 2013 Spirit of Sport Awards”. 《International Paralympic Committee》. 2016년 5월 8일에 원본 문서에서 보존된 문서. 2016년 5월 2일에 확인함.
9. ↑  《2019 KPC 국제장애인스포츠정보집》. 대한장애인체육회. 2020년 1월 15일. 45쪽. 2021년 11월 22일에 원본 문서에서 보존된 문서. 2022년 11월 16일에 확인함.
10. 1 2  “Zahra Nemati Named Iran Flagbearer at Olympics”. 《Tasnim News Agency》. 2016년 1월 23일. 2019년 5월 9일에 원본 문서에서 보존된 문서. 2016년 5월 2일에 확인함.
11. ↑  “London 2012 Paralympic Games Archery Women's Individual Recurve W1/W2”. 《International Paralympic Committee》. 2016년 5월 8일에 원본 문서에서 보존된 문서. 2016년 5월 2일에 확인함.
12. ↑  “Iran's Zahra Nemati wins archery gold at 2012 Paralympics”. 《Tehran Times》. 2012년 9월 4일. 2016년 6월 9일에 원본 문서에서 보존된 문서. 2016년 5월 2일에 확인함.
13. ↑  “London 2012 Paralympic Games Archery Women's Team Recurve open”. 《International Paralympic Committee》. 2016년 5월 8일에 원본 문서에서 보존된 문서. 2016년 5월 2일에 확인함.
14. ↑  “No. 37 Nemati secures both Olympic, Paralympic spots for Iran”. 《International Paralympic Committee》. 2016년 5월 8일에 원본 문서에서 보존된 문서. 2016년 5월 2일에 확인함.
15. ↑  “Rio 2016”. 《Rio 2016》. 2016년 8월 26일에 원본 문서에서 보존된 문서. 2016년 8월 26일에 확인함.
16. ↑  “휠체어 탄 여궁사의 ‘아름다운 도전’”. 《세계일보》. 2016년 8월 11일. 2021년 12월 7일에 확인함.
17. ↑  “Iran marches in parade of nations at Tokyo Paralympics”. 《Tehran Times》 (영어). 2021년 8월 24일. 2021년 8월 24일에 원본 문서에서 보존된 문서. 2021년 8월 24일에 확인함.